# Jay Clayton
Jay Clayton, született Judith Colantone (Youngstown, 1941. október 28. – ?, 2023. december 31.) amerikai dzsesszénekesnő, énektanárnő.

## Pályakép
Fiatal korától kezdve különféle dzsessz-sztenderdeket hallgatott, közben  megtanult harmonikán játszani. Zongorázni kezdett, évekig tanulta.
A középiskola elvégzése után Clayton a következő nyarat a St. Louis Institute of Music-on töltötte. Beiratkozott a Miami University-ra. Tekintettel arra, hogy akkoriban a Miami Egyetem énekképzésének egyetlen műfaja a klasszikus zene volt, Clayton ugyan komolyzenét tanult, de gyakran hallgatott dzsesszlemezeket és hallgatott dzsesszelőadásokra. 1963-ban diplomát szerzett zeneoktatásból.
Miután New Yorkba költözött, irodai munkából élt, éjszaka viszont a város virágzó avantgárd dzsessz kubjait látogatta. Megismerte Steve Lacy-t, aki Lacy nemcsak abban segített Claytonnak, hogy megtalálja az egyensúlyt a hagyomány és a szabad zene között saját énektechnikájában, hanem bemutatta Lewis Worrell basszusgitárosnak, Marc Levin trombitásnak és dobosnak, valamint leendő férjének, Frank Claytonnak is.
Clayton bekerült a free jazz és avantgárd jazz közegébe, ami szokatlan volt az énekesnők között. A megalapozott avantgárd zenész státuszával számos kapcsolatra tett szert. 1967-ben Clayton és férje, Frank Clayton dzsesszkoncert-sorozatot kezdett bemutatni otthonukban, többek között Joanne Brackeen, Cecil McBee, Jane Getz, Sam Rivers és mások részvételével. Ahogy Clayton egyre nagyobb elismerésre tett szert, más híres avantgárd jazz és minimalista zenészekkel kezdett fellépni, köztük volt Muhal Richard Abrams, Gary Bartz, Jane Ira Bloom, George Cables, Steve Lacy, Julian Priester, Perry Robinson, Mark Whitecage, Steve Reich és John Cage.
Clayton a Cobi Narita által 1979-ben megrendezett első Women in Jazz Fesztivál művészeti vezetőjeként tevékenykedett. Tanácsadóként dolgozott az ABC Cable Women in Jazz című filmjében, és felvételeket állított össze a sorozathoz.
1980-ban jelent meg első albuma, az „All Out”.
Clayton tanári karrierje 1982-ben futott föl, amikor elhagyta New York-ot, hogy a Cornish College of the Arts énekes jazz-programját építse fel. 20 évig volt a Cornish College for the Artson dzsessz tanszékvezetője. Jay számos mesterkurzust tartott olyan helyeken, mint a City College of New York, a University of Music and Performing Arts Vienna és a Bud Shank Jazz Workshop, Banff Centre, amelyeket Sheila Jordan énekesnővel a The New Schoolban tartott.

## Albumok
- All-Out (1980)
- Sound Songs with Jerry Granelli (1986)
- String Trio of New York & Jay Clayton (1988)
- As Tears Go By with John Lindberg (1988)
- Live at Jazz Alley (1991)
- The Jazz Alley Tapes with Don Lanphere (1992)
- Tito's Acid Trip with Jim Knapp (1992)
- Beautiful Love with Fred Hersch (1995)
- Mirror with Claudio Fasoli, Stefano Battaglia (1996)
- Circle Dancing (1997)
- Brooklyn 2000 (2001)
- The Peace of Wild Things (2008)
- In and Out of Love (2010)
- Harry Who?: A Tribute to Harry Warren (2013)
- Unraveling Emily with Kirk Nurock (2017)
- „Alone Together” with Jerry Granelli (2020)
- 3 For The Road with Fritz Pauer and Ed Neumeister (2020)

### John Cage
- John Cage (1978)
- Three Constructions (1989)
- Four Walls (2003)

## Fordítás
Ez a szócikk részben vagy egészben  a   Jay Clayton című angol Wikipédia-szócikk ezen változatának fordításán alapul.  Az eredeti cikk szerkesztőit annak laptörténete sorolja fel. Ez a jelzés csupán a megfogalmazás eredetét és a szerzői jogokat jelzi, nem szolgál a cikkben szereplő információk forrásmegjelöléseként.